# Ancylocranium somalicum
Ancylocranium somalicum là một loài bò sát trong họ Amphisbaenidae. Loài này được Scortecci mô tả khoa học đầu tiên năm 1930.